# غودرون لوند
غودرون لوند (بالدنماركية: Gudrun Lund)‏ هي عازفة بيانو وملحنة دنماركية، ولدت في 22 أبريل 1930 في آلبورغ في الدنمارك.